# Flavie Péan
Flavie Péan est une actrice française née le 10 mai 1984 à Rennes. Elle a été révélée au grand public dans les films Grande École (2001), Se souvenir des belles choses (2002) ou encore Loin du périph (2022) et Fêlés (2024). Elle prend part également à la télévision dans différentes séries telles que : Plus belle la vie, La Stagiaire, Tandem, Crimes Parfaits ou Simon Coleman.
Elle est aussi reconnue pour avoir joué dans de nombreuses pièces de théâtre à succès, tout en créant la sienne en 2018 : Merlin: la légende Arthur et la fée maléfique.

## Biographie
Après avoir été au collège (1995-1999) et au lycée Malherbe à Caen où elle obtient un bac littéraire option théâtre, elle va suivre une formation intensive au cours d'art dramatique Eva Saint-Paul de 2002 à 2005. Elle suit aussi un stage avec François Berléand et Éric Lorvoire.
Elle est conseillée depuis 2009 par la réalisatrice et metteuse en scène australienne Elise Mcleod.
En 2018, elle crée sa propre pièce de théâtre Merlin: la légende Arthur et la fée maléfique.
Elle s'est mariée avec Arthur Jugnot le 25 juin 2022 à la mairie de Pont-de-Barret dans le département de la Drôme.

## Filmographie

### Cinéma

#### Longs métrages
- 2001 : Se souvenir des belles choses de Zabou Breitman : Stella
- 2002 : Grande École de Robert Salis
- 2022 : Loin du périph de Louis Leterrier : Madame Brunner
- 2022 : Les Vieux Fourneaux 2 : Bons pour l'asile de Christophe Duthuron : la banquière suisse
- 2024 : Fêlés de Christophe Duthuron

### Télévision
- 2006 : George Dandin ou le Mari confondu (enregistré à la Comédie-Française pour France 2) : Angélique
- 2006 : Foudre de Stéphane Meunier : Karen
- 2008 - 2013 puis 2018 - 2021 : Plus belle la vie : Victoire Lissajoux / Mathilde Vasquez
- 2010 : Sois riche et tais-toi !
- 2011 : Les Geeks
- 2013 : Nos chers voisins : Marie-Sixtine, une jeune femme de la paroisse
- 2013 : Made in Groland (sketch parodie de Plus belle la vie, émission du 11 mai 2013)
- 2014 : Sous le soleil de Saint-Tropez  : Axelle/Marianne
- 2014 : Villa Karayib : Léa Montel
- 2015 : Joséphine, ange gardien - Carpe Diem réalisé par Emmanuel Rigaut : Eve
- 2016 : Tandem : Isabelle Lambert
- 2017 : Mère et Fille : Gigi
- 2017 : Crimes parfaits (épisode Haute Tension) de Lionel Chatton : Carole
- 2018 : Commissaire Magellan (épisode La chorale de Saignac) : Julie Rissmeier
- 2020 : La Stagiaire : Séverine Weber
- 2023 : Le Code : Muriel Weiner
- 2023 : Simon Coleman (épisodes Dernière danse et le Saut de l’Ange ) : Chloé Becker

### Courts métrages
- 2005 : Loco d'Axelle Révilliod Hansen
- 2006 : Je t'attendais de Thomas Sagols
- 2006 : Désillusion de Thomas Sagols
- 2006 : Appel d'offres hors norme de Nicolas Humbert
- 2007 : Suicide 2008 de Nicolas Humbert
- 2009 : Savoir avec qui passer sa nuit d'Erik Audaire
- 2009 : La Boutique de Marie-Anne Cordonnier
- 2009 : Un peu trop loin de Fabrice Renault
- 2013 : Oscar, un ami qui vous veut du bien de Romain Deroo
- 2016 : Puzzle de Vincent Templement
- 2021 :  Bienvenue chez Candy de Sabine Crossen

## Théâtre
- 2005 : La Ronde d'Arthur Schnitzler, Théâtre 13 : Grisette
- 2005 : Dimanche, extrait de Théâtre sans animaux de Jean-Michel Ribes, mise en scène Eva Saint-Paul
- 2007 - 2008 : 2037 atelier Goldoni, création et mise en scène de Marcello Scuderi pour la Biennale de Venise
- 2008 : Après la pluie de Sergi Belbel
- 2009 : Le Cercle des conteurs de la Méditerranée, création et mise en scène de Marcello Scuderi, Théâtre Le Ranelagh
- 2011: Lady Oscar de Guillaume Mélanie, adaptation d'après Oscar de Claude Magnier, mise en scène Éric Civanyan, Théâtre de la Renaissance
- 2014 - 2015 : À gauche en sortant de l'ascenseur de Gérard Lauzier, mise en scène Arthur Jugnot, tournée puis Théâtre Saint-Georges
- 2016 : Pour cent briques t'as plus rien maintenant ! de Didier Kaminka, mise en scène Arthur Jugnot, Théâtre des Béliers Parisiens
- 2018 : Où est Jean-Louis? de Gaëlle Gauthier, mise en scène Arthur Jugnot, Théâtre de la Michodière
- 2019-2020: Père ou fils de Clément Michel, mise en scène Arthur Jugnot et David Roussel, théâtre de la Renaissance
- 2020 Saint-Exupéry ou le mystère de l’aviateur de Flavie Péan & Arthur Jugnot, mise en scène de l’auteur, Le Splendid

## Publicités
- 2007 : clip Manureva par Art Meson, de Lionel Gédébé
- 2007 : campagne glace Magnum Idole
- 2007 : sketches pour la chaîne Comédie !, Loribel production : la stagiaire
- 2008 : campagne Nespresso
- 2008 : assurances MAAF
- 2019 : Optic 2000, l'hôtesse de l'air